# 최석하 (1866년)
최석하(崔錫夏, 1866년 11월 20일 ~ 1929년 8월 27일)는 일제강점기에 조선총독부 중추원 참의를 지낸 관료이다. 평안북도 곽산군 출신이며 호는 당서(棠西), 본적은 평안북도 의주군 의주면이다.

## 생애
대한제국 사회는 일본의 보호 통치 아래서 한일 병합 조약 체결을 놓고 치열한 논쟁이 오가고 있었다. 당시 정계의 실권은 일본과 결탁해 1905년 을사조약 체결을 성사시키고 정국을 이끌어 온 이완용이 잡고 있었는데, 이완용 일파와의 주도권 경쟁을 위해 상대적으로 더 선명한 친일성을 내세우며 일진회, 대한협회, 서북학회의 이른바 '3파연합'이 추진되었다.
한일 병합 이후에는 평안북도 의주를 중심으로 활동했다. 1912년 평안북도 도참사로 임명되었고, 같은 해 11월 4일에 열린 메이지 천황 장례식에서 평안북도 대표로 참석했다. 1914년부터 1918년까지 평안북도 지방토지조사위원회에 위원으로 참여해 일제의 토지조사사업을 도왔다. 1919년 9월 3·1 운동으로 인한 민심의 혼란을 수습하기 위해 사이토 마코토 조선총독의 각 도 대표 소집에 응하여 조선총독부 주최로 열린 시국강연에서 평안북도 대표로 참석했고, 1920년 12월 20일에는 신설된 평안북도 도평의회 의원에 임명되어 사망할 때까지 재직했다.
1921년 4월 28일 조선총독부 중추원 참의에 임명되었다. 최석하는 1922년 4월 19일 참의직에서 물러났으나, 1929년 3월 4일부터 1929년 8월 27일 사망할 때까지 조선총독부 중추원 참의를 다시 역임하면서 두 차례에 걸쳐 약 1년 5개월 동안 중추원 참의로 재직했다. 3·1 운동 이후 신일본주의를 내세운 새로운 차원의 친일 단체 국민협회가 주도한 참정권 청원 운동에 평안북도 대표로서 서명한 기록이 있고, 총독부 경학원 강사도 역임했다. 1928년에 일본 정부로부터 쇼와대례기념장을 수여받았다.

## 사후
2002년 발표된 친일파 708인 명단과 2008년 공개된 민족문제연구소의 친일인명사전 수록예정자 명단에 모두 들어 있다. 2007년 대한민국 친일반민족행위진상규명위원회가 발표한 친일반민족행위 195인 명단에도 선정되었다.

## 같이 보기
- 조선총독부 중추원
- 경학원

## 참고자료
- 친일반민족행위진상규명위원회 (2007년 12월). 〈최석하〉 (PDF). 《2007년도 조사보고서 II - 친일반민족행위결정이유서》. 서울. 858~872쪽쪽. 발간등록번호 11-1560010-0000002-10. [깨진 링크(과거 내용 찾기)]